# Serrat de la Crestada
La Serrat de la Crestada és una serra situada al municipi de Tordera a la comarca del Maresme, amb una elevació màxima de 267 metres.